# Joachim Hansen

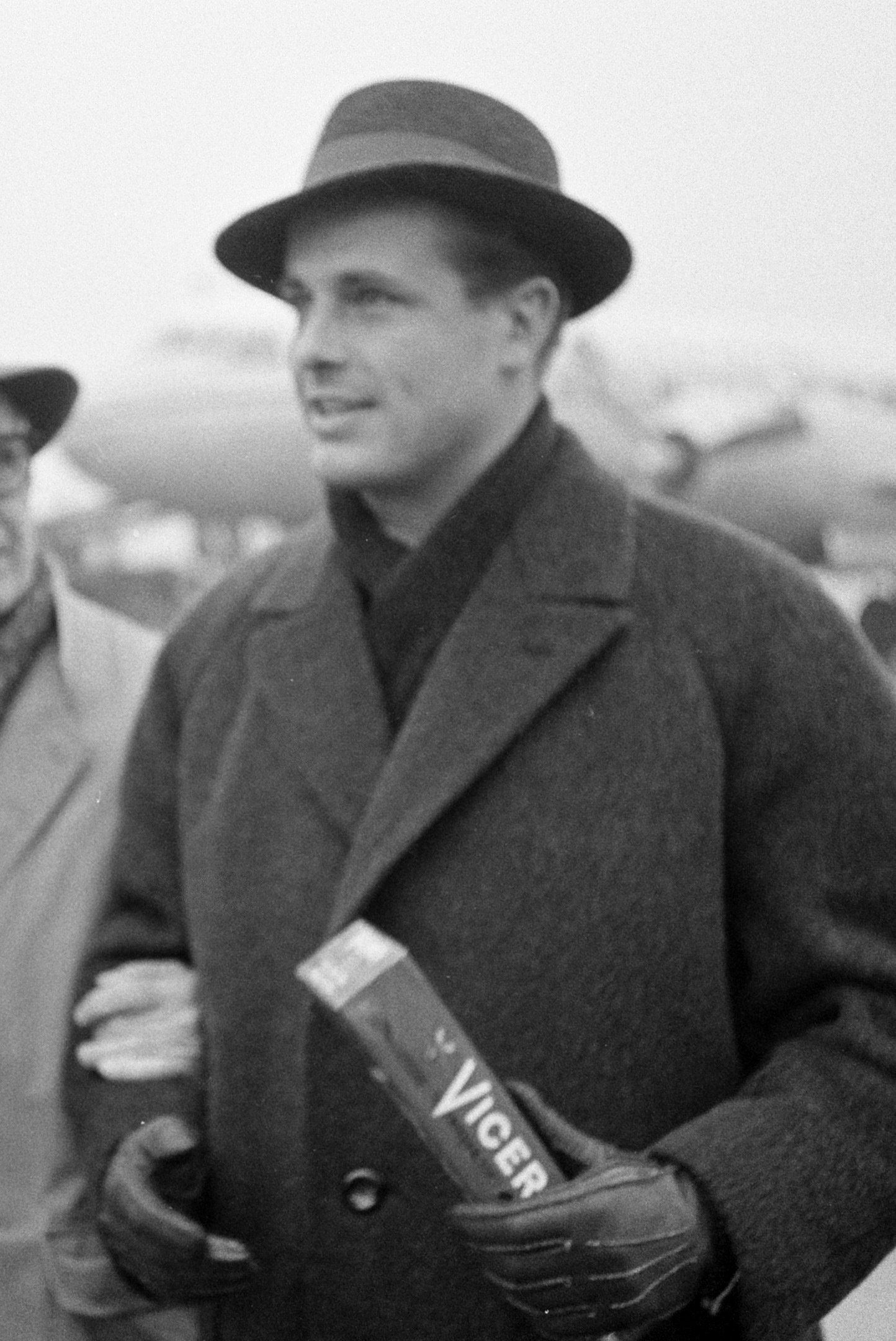
Joachim Hansen en 1960

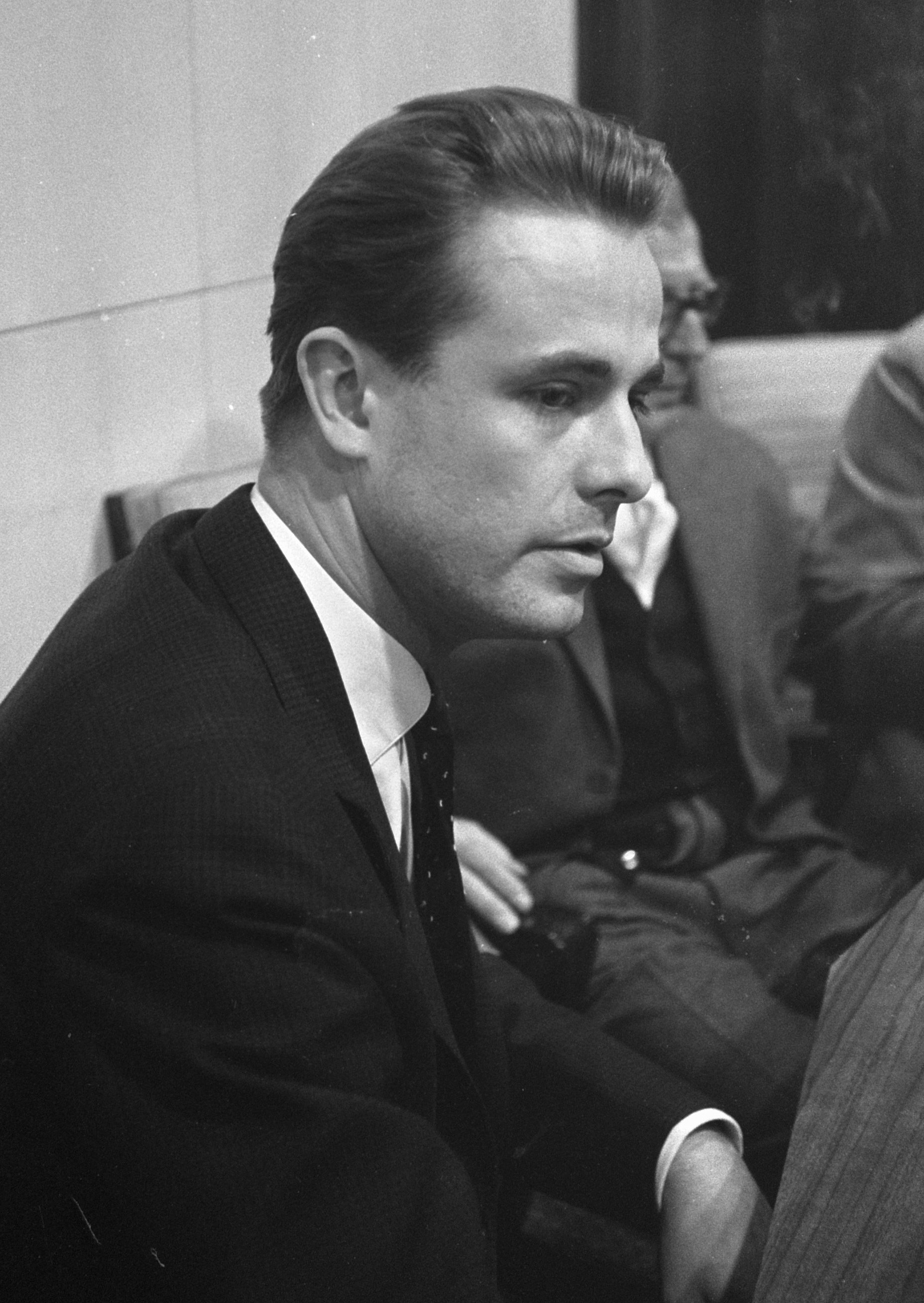
Joachim Hansen en 1960

Joachim Hansen (28 de junio de 1930 - 13 de septiembre de 2007) fue un actor teatral, cinematográfico y televisivo de nacionalidad alemana.

## Biografía
Su verdadero nombre era Joachim Spieler, y nació en Fráncfort del Óder, Alemania, siendo sus padres el maestro y director de escuela Alfred Spieler y su esposa, Agnes Radtke. Tras completar sus estudios secundarios, Hansen trabajó en la construcción de ferrocarriles. Posteriormente se mudó a Berlín Oeste, donde se diplomó en lengua inglesa y francesa, además de adquirir conocimientos de italiano.

### Der Stern von Afrika
Tras formarse en la Escuela de actuación de  Max Reinhardt de Berlín, Joachim Spieler trabajó como actor teatral en diferentes ciudades, iniciando su carrera en el Teatro de Rheydt. En 1957 el director Alfred Weidenmann eligió a Spieler para protagonizar el film Der Stern von Afrika, siendo presionado por la productora para cambiar su apellido por Hansen.
Fue una de las películas de mayor éxito de 1957, y tasmbién sirvió para dar fama a los actores Hansjörg Felmy, Horst Frank y Peer Schmidt. Trataba sobre la vida del piloto de combate Hans-Joachim Marseille, un elegido de la propaganda Nazi por sus 158 victorias, y que murió estrellado el 30 de septiembre de 1942. La película se estrenó en Berlín Oeste, reuniéndose el actor con la madre del piloto, de 70 años de edad.

### Estrellato
Der Stern von Afrika dio a Hansen fama nacional. Trabajó en otras películas alemanas de éxito, como fue el caso de Hunde, wollt ihr ewig leben (1958), Und ewig singen die Wälder (1959), Das Erbe von Björndal y Via Mala. En total, entre 1957 y 1962 fue protagonista de 19 filmes. Junto a Hildegard Knef rodó la cinta de aventuras Madeleine und der Legionär, con Senta Berger actuó en Das Geheimnis der schwarzen Koffer, y con Christine Kaufmann, Christian Wolff y Gert Fröbe en Via Mala.
Desde mediados de los años 1960, Joachim Hansen actuó también en diferentes producciones internacionales, en las cuales solía interpretar personajes de reparto, habitualmente oficiales alemanes. Entre esas producciones figuran El puente de Remagen (1969), The Eagle Has Landed (1976) y El viejo fusil (1975).
Trabajó menos en la televisión alemana, aunque participó en algunas series, documentales, programas de entrevistas y telefilmes. Uno de los telefilmes más destacados en los que actuó fue Operation Walküre (1971), dirigido por Franz Peter Wirth. El historiador Joachim Fest asesoró en el rodaje, y quedó impresionado por el trabajo de Hansen. Rainer Werner Fassbinder dirigió también al actor en el telefilm Nora Helmer y en la miniserie Welt am Draht.
En 1973 participó en el programa televisivo Dalli Dalli, con Hans Rosenthal, y en la década de 1980 Hansen fue actor invitado en la serie de la ZDF Das Traumschiff y en la serie Tatort. Hizo su último trabajo televisivo en el año 2001, en la serie Für alle Fälle Stefanie.
Además, de manera ocasional Hansen fue también actor de voz, trabajando para la radio y en el doblaje cinematográfico. Así, fue Sherlock Holmes en tres programas radiofónicos dirigidos por Rolf Ell, Das Geheimabkommen, Der Club der Rothaarigen y Der Hund von Baskerville.

### Últimos años
A partir de 1986, Joachim Hansen vivió con su esposa, la Gastronomin Marion Wolff, y su hijo en Canadá, en Isla de Vancouver, aunque de manera regular asistía a compromisos teatrales en Alemania. Entre las últimas obras de teatro en las que participó figuran La comedia de las equivocaciones, de William Shakespeare, y Komödie im Dunkeln, de Peter Shaffer. En el año 2004 participó en el Festival Berliner Jedermann en la Catedral de Berlín.
A comienzos de agosto de 2007 Hansen voló a Berlín para participar en una gira teatral y escribió una última carta a su amigo Hansjörg Felmy, enfermo desde hacía tiempo y que falleció pocos días después. Tras redactar la carta, Hansen sufrió una hemorragia cerebral y fue encontrado inconsciente en el suelo. Tras permanecer cinco semanas en coma, falleció en Berlín el 13 de septiembre.

## Filmografía
- 1957 : Der Stern von Afrika
- 1958 : Madeleine und der Legionär
- 1958 : Romarei, das Mädchen mit den grünen Augen
- 1958 : Laila – Liebe unter der Mitternachtssonne
- 1959 : Hunde, wollt ihr ewig leben
- 1959 : Morgen wirst du um mich weinen
- 1959 : Der Schatz vom Toplitzsee
- 1959 : Und ewig singen die Wälder
- 1960 : Der Satan lockt mit Liebe
- 1960 : Das kunstseidene Mädchen
- 1960 : Wenn die Heide blüht
- 1960 : Das Erbe von Björndal
- 1961 : Ramona
- 1961 : Via Mala
- 1961 : Lebensborn
- 1962 : Das Mädchen und der Staatsanwalt
- 1962 : Das Geheimnis der schwarzen Koffer
- 1962 : Der Pastor mit der Jazztrompete
- 1962 : Zwischen Schanghai und St. Pauli
- 1963 : Kali Yug, la dea della vendetta
- 1963 : Il mistero del tempio indiano
- 1964 : 90 Nächte und ein Tag
- 1964 : Der Fall X 701
- 1965 : Die schwarzen Adler von Santa Fe
- 1965 : Diamond Walkers
- 1965 : Die letzten Drei der Albatros
- 1966 : Rembrandt 7 antwortet nicht
- 1966 : ¿Arde París?
- 1967 : 4...3...2...1...morte
- 1967 : Assignment K
- 1968 : Andrea – wie ein Blatt auf nackter Haut
- 1969 : The Bridge at Remagen
- 1969 : Unser Doktor ist der Beste
- 1969 : Die tolldreisten Geschichten – nach Honoré de Balzac
- 1970 : Underground
- 1971 : Popsy Pop
- 1972 : Sie liebten sich einen Sommer
- 1973 : Vous intéressez-vous à la chose?
- 1975 : El viejo fusil
- 1976 : Une femme à sa fenêtre
- 1977 : The Eagle Has Landed
- 1978 : Los niños del Brasil
- 1978 : Götz von Berlichingen mit der eisernen Hand
- 1979 : Steiner – Das Eiserne Kreuz, 2. Teil
- 1979 : Lucky Star
- 1985 : Palace

### Televisión
- 1958 : Viel Lärm um nichts (telefilm)
- 1964 : Victoria Regina (miniserie)
- 1967 : Die fünfte Kolonne (serie), episodio Ein Anruf aus der Zone
- 1970 : Pakbo (telefilm)
- 1970 : Giuditta – Freunde das Leben ist lebenswert (telefilm)
- 1971 : Operation Walküre (telefilm)
- 1972 : Gasparone (telefilm)
- 1973 : Okay S.I.R. (serie), episodio Kastanien aus dem Feuer
- 1973 : Les nouvelles aventures de Vidocq (serie), episodio L'épinge noire
- 1973 : Welt am Draht (miniserie)
- 1974 : Led faucheurs de marguerites (miniserie)
- 1974 : Härte 10 (miniserie)
- 1974 : Nora Helmer (telefilm)
- 1975 : Splendeurs et misères des courtisanes (miniserie)
- 1977 : Cinq à sec (miniserie)
- 1978 : Heidi  (serie TV), 5 episodios
- 1983 : The Winds of War (miniserie)
- 1983 : Das Traumschiff (serie TV), episodio Marokko
- 1983 : Tatort (serie TV), episodio Wenn alle Brünnlein fließen
- 1985 : Ana de las Tejas Verdes (miniserie)
- 1986 : Un métier du seigneur (telefilm)
- 1988 : War and Remembrance (miniserie)
- 1995 : My Secret Summer (serie TV)
- 1999 : Ein Mann für gewisse Sekunden (telefilm)
- 2001 : Für alle Fälle Stefanie (serie TV), episodio Die Gipfelstürmerin